# Kátia (cantante)
Kátia Garcia Oliveira (Río de Janeiro; 26 de marzo de 1962) es una cantante brasileña, ahijada artística de Roberto Carlos.

## Biografía
Con problemas en la vista, Kátia comenzó su carrera en 1978 con la canción Tão Só (sencillo). En 1979, lanzó su primer álbum "Lembranças", cuyo tema principal es el más conocido de su carrera hasta la fecha. Sin embargo, fue en los años 80 que llegaron a la altura de su fama, cuando en abril de 1987 estalló en la radio en su mayor éxito, Qualquer Jeito, una versión de It Should Have Been Easy, composición de Bob McDill, grabada por Anne Murray en 1982, firmado por Roberto Carlos, el padrino de la cantante, y Erasmo Carlos.
Apareció en varios programas de televisión, incluyendo Roberto Carlos Especial, transmitido por TV Globo desde 1974, y el Globo de Oro, conquistando el cariño de sus fanes. A lo largo de su carrera, grabó diez discos y ganó varios premios. Distribuyó durante ocho años un software de accesibilidad, Dosvox.

## Discografía

### Álbumes de estudio
- 1979 - Lembranças
- 1980 - Kátia
- 1982 - Sabor
- 1987 - Kátia
- 1989 - Kátia
- 1990 - Conversa Comigo
- 1992 - Kátia
- 1994 - Tan Sola (Para España, Latinoamérica y México)
- 1994 - Kátia

### Álbumes recopilatorios
- 2005 - 20 Super Sucessos

### EP
- 1978 - Tão Só/Sensações
- 1979 - Lembranças/Triste Demais
- 1980 - Cedo Pra Mim/Um Jeito A Mais
- 1980 - Recuerdos/Demasiado Tarde (Para España, Latinoamérica y México)
- 1989 - Me Ensina O Que Fazer